# Bondarv
Bondarv is een plaats in de gemeente Ljusdal in het landschap Hälsingland en de provincie Gävleborgs län in Zweden. De plaats heeft 78 inwoners (2005) en een oppervlakte van 22 hectare.